# Campionati del mondo di triathlon long distance del 2005
I Campionati del mondo di triathlon long distance del 2005 (XII edizione) si sono tenuti a Fredericia, Danimarca in data 7 agosto 2005.
Tra gli uomini ha vinto l'ucraino Viktor Zyemtsev, mentre la gara femminile è andata alla belga Kathleen Smet.

## Risultati

### Élite uomini
| Pos. | Nome                         | Paese           | Totale   |
| ---- | ---------------------------- | --------------- | -------- |
|      | Viktor Zyemtsev              | Ucraina         | 05:41:40 |
|      | Marino Vanhoenacker          | Belgio          | 05:41:48 |
|      | Xavier Le Floch              | Francia         | 05:41:53 |
| 4    | Jonas Colting                | Svezia          | 05:43:17 |
| 5    | Julien Loy                   | Francia         | 05:43:35 |
| 6    | Reinaldo Colucci             | Brasile         | 05:45:08 |
| 7    | Gerrit Schellens             | Belgio          | 05:46:22 |
| 8    | François Chabaud             | Francia         | 05:48:25 |
| 9    | Jasper Blake                 | Canada          | 05:50:53 |
| 10   | Marcel Zamora                | Spagna          | 05:51:20 |
| 11   | Jan Wainer                   | Rep. Ceca       | 05:51:58 |
| 12   | Jens Koefoed                 | Danimarca       | 05:52:17 |
| 13   | Stephen Bayliss              | Regno Unito     | 05:52:34 |
| 14   | Teemu Toivanen               | Finlandia       | 05:53:23 |
| 15   | Petr Vabrousek               | Rep. Ceca       | 05:53:43 |
| 16   | Ole Stougaard                | Danimarca       | 05:55:59 |
| 17   | Patrick Vernay               | Nuova Caledonia | 05:56:29 |
| 18   | Jimmy Johnsen                | Danimarca       | 05:57:33 |
| 19   | Petr Tomas                   | Rep. Ceca       | 06:02:15 |
| 20   | Gianpetro de Faveri          | Italia          | 06:03:08 |
| 21   | Frederic Kohl                | Austria         | 06:04:07 |
| 22   | Guido Gosselink              | Paesi Bassi     | 06:04:44 |
| 23   | Russel Kober                 | Regno Unito     | 06:05:08 |
| 24   | Jan Vodehnal                 | Rep. Ceca       | 06:05:19 |
| 25   | Matt Seeley                  | Stati Uniti     | 06:05:58 |
| 26   | Erih Pecnik                  | Slovenia        | 06:06:01 |
| 27   | Kim Visby Jensen             | Danimarca       | 06:06:17 |
| 28   | Stefano Paoli                | Italia          | 06:06:26 |
| 29   | Nick Marland                 | Australia       | 06:07:42 |
| 30   | Teemu Lemmettyla             | Finlandia       | 06:07:53 |
| 31   | Nick Saunders                | Sudafrica       | 06:09:04 |
| 32   | Harald Funk                  | Germania        | 06:10:25 |
| 33   | Federico Girasole            | Italia          | 06:10:45 |
| 34   | Petteri Mustonen             | Finlandia       | 06:11:16 |
| 35   | Jesper Olesen                | Danimarca       | 06:11:32 |
| 36   | Ales Lanik                   | Rep. Ceca       | 06:18:10 |
| 37   | Werner Uberbacher            | Italia          | 06:19:06 |
| 38   | Paul Kemper                  | Germania        | 06:20:41 |
| 39   | Michal Kulich                | Slovacchia      | 06:32:12 |
| 40   | Jan Kovalovsky               | Rep. Ceca       | 06:35:50 |
| 41   | Marcos Sarquis Hallack Gomes | Brasile         | 06:38:14 |
| 42   | Anatoli Novikau              | Bielorussia     | 06:48:26 |

### Élite donne
| Pos. | Nome                | Paese       | Totale   |
| ---- | ------------------- | ----------- | -------- |
|      | Kathleen Smet       | Belgio      | 06:19:06 |
|      | Mirinda Carfrae     | Australia   | 06:27:11 |
|      | Tiina Boman         | Finlandia   | 06:29:53 |
| 4    | Yvonne Van Vlerken  | Paesi Bassi | 06:32:14 |
| 5    | Nikki Egyed         | Australia   | 06:34:01 |
| 6    | Charlotte Kolters   | Danimarca   | 06:35:27 |
| 7    | Abigail Bayley      | Regno Unito | 06:37:21 |
| 8    | Linda Gallo         | Stati Uniti | 06:38:11 |
| 9    | Tamara Kozulina     | Ucraina     | 06:39:55 |
| 10   | Heleen Bij De Vaate | Paesi Bassi | 06:41:27 |
| 11   | Bella Comerford     | Regno Unito | 06:44:23 |
| 12   | Martina Dogana      | Italia      | 06:44:46 |
| 13   | Rachel Horn         | Regno Unito | 06:47:58 |
| 14   | Isabelle Ferrer     | Francia     | 06:48:42 |
| 15   | Gabriela Loskotova  | Rep. Ceca   | 06:49:36 |
| 16   | Natallia Barkun     | Bielorussia | 06:51:25 |
| 17   | Julie Curwin        | Canada      | 06:51:49 |
| 18   | Estelle Patou       | Francia     | 06:51:57 |
| 19   | Nerea Martinez      | Spagna      | 06:54:02 |
| 20   | Eva Novakova        | Rep. Ceca   | 06:55:14 |
| 21   | Heike Funk          | Germania    | 07:01:34 |
| 22   | Lotte Branigan      | Danimarca   | 07:02:19 |
| 23   | Laurie Hug          | Stati Uniti | 07:03:16 |
| 24   | Manuela Ianesi      | Italia      | 07:03:32 |
| 25   | Heather Jorris      | Stati Uniti | 07:09:11 |
| 26   | Diana Mac Pherson   | Sudafrica   | 07:09:34 |
| 27   | Alina Padleckaite   | Lituania    | 07:14:11 |
| 28   | Yukako Inoue        | Giappone    | 07:16:53 |
| 29   | Rachel Sears        | Stati Uniti | 07:21:12 |
| 30   | Maja Nielsen        | Danimarca   | 07:21:35 |
| 31   | Trudy Brown         | Irlanda     | 07:27:03 |
| 32   | Tine Jacobsen       | Danimarca   | 07:30:03 |
| 33   | Anne Fallows        | Regno Unito | 07:30:30 |
| 34   | Michelle Kitze      | Stati Uniti | 07:46:18 |
| 35   | Misa Nonaka         | Giappone    | 07:55:36 |